# Montse Castellà
Montse Castellà Espuny conocida como Montse Castellà (Tortosa, 8 de junio de 1976) es una cantautora, activista social y periodista cultural española.

## Trayectoria artística
Sus abuelos eran payeses de las Tierras del Ebro y creció conectada a la tierra y la naturaleza -ha explicado en algunas de sus entrevistas- una cuestión que ha marcado su activismo y su música.
Estudió canto y guitarra en el Conservatorio de Tortosa, el Monasterio de Montserrat, la Escuela Eòlia y al Taller de Músics (Barcelona) y ha tenido como profesores de voz a Carme Canela, Ana Finger, Rosa Galindo, Viv Manning, Paul Farrington, Helen Rowson o Muñea. En los conciertos en directo en solitario se acompaña de guitarra y piano.
Se dedica profesionalmente a la música desde 1998 y ha sido cantante y guitarrista en diferentes formaciones y orquestas, además de haber sido sido miembro de los coros de cámara Flumine y Tyrichae. 
Ha participado, entre otros, en los festivales Barnasants, Tradicionàrius, EntreCultures, Atempo, Músicas en Tierras de Cruce, Feria de Raíz Mediterránea o Autúria y colaborado con Paco Ibáñez, Rosa Regàs, Pau Alabajos, Carmen París, Montse Llussà, Sílvia Comes o el grupo Quico el Célio, el Noi i el Mut de Ferrerías con quien tiene un disco conjunto, ‘Lo carrilet de La Cava (Libro-CD, Cossetània) que le valió el Premio Enderrock al Mejor Disco Folk 2010 por votación popular. El videoclip de És com un miracle quedó finalista en el Musiclip, Festival Internacional del videoclip de Barcelona (2008).
Entre sus canciones se encuentra poemas de Jesús Massip (La barca y L'Ebre és un bell riu, l'Ebre és un vell riu, sempre té coses noves a contar-te” (El Ebro es un río bello, el Ebro es un viejo río, siempre tiene cosas que contarte, Gerard Vergés, Miquel Martí i Pol  (Ara és demà) o És circular el temps del propi enyor  ( Zoraida Burgos, Jesús Moncada, Carles Riba y Rosa Regàs)
En 2017 forma parte del proyecto Les Kol.lontais, un espectáculo producido por el festival BarnaSans junto a otras tres cantautoras Sílvia Comes, Meritxell Gené y Ivette Nadal. El nombre homenajea a Alexandra Kolontái (1872-1952), luchadora feminista, comisaria del pueblo para asuntos sociales y embajadora soviética en Noruega, México y Suecia. El proyecto interpreta canciones de amor y lucha en clave feminista.

## Activista nacionalista y periodista cultural

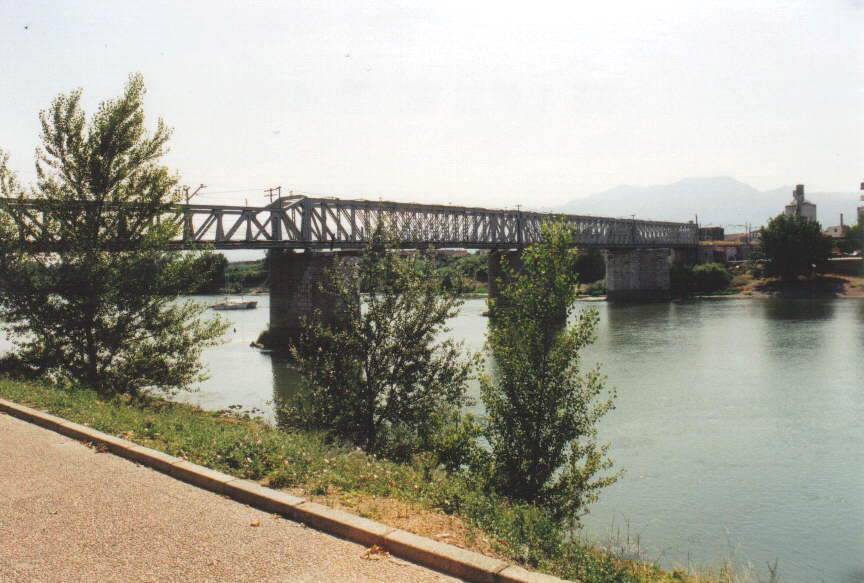
El río Ebro a su paso por Tortosa

Actualmente, es portavoz de la Plataforma Trenes Dignos Tierras del Ebro-Priorat, un movimiento creado para exigir mayores inversiones en el servicio ferroviario de la comarca. También fue portavoz de la Plataforma en Defensa del Ebro (2000-2004) que impidió el trasvase incluido dentro del Plan Hidrológico Nacional.
Ha sido periodista cultural desarrollando contenidos sobre la comarca donde nació, como Descobrir Cataluña, Avui, Diari de Tarragona, El Punt, Radio Tortosa, Imagina Radio, el portal digital Surtdecasa.cat, y Catalunya Ràdio.
Afín al nacionalismo catalán, el 11 de marzo de 2019 la Generalitat multó a una inmobiliaria debido a una denuncia interpuesta por la cantautora. En la denuncia, Montserrat Castellà acusaba a la inmobiliaria de no haberle podido atender en catalán. El importe de la sanción fue de 1.600 euros.

## Discografía
Solitario
- Todo es relativo (2005)
- L'escriptor inexistent (2006)
- Geminis (2011)

Colaboraciones
- Lo carrilet de La Cava (2010)
- Gràcies Ovidi (2011)
- Si els fills de puta volessin no veuríem mai el sol (2014)
- La experiencia fluviofeliz (2012)
- Dones i cançons (2013)